# Wilhelm av Urach
Litauiske kungen Mindaugas II, se Wilhelm av Urach (1864–1928)

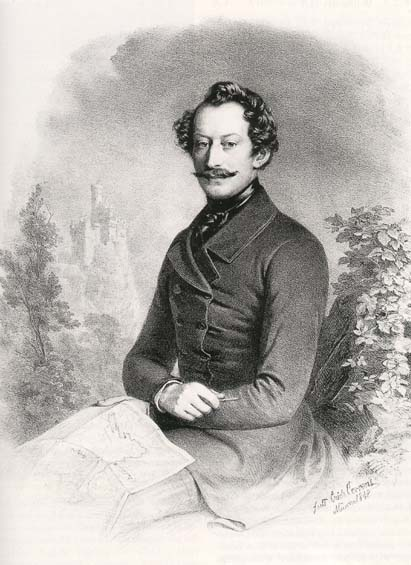
Wilhelm, 1:e hertig av Urach

Wilhelm, greve av Württemberg, född 6 juli 1810 i Stuttgart, död 17 juli 1869, var en tysk ädling, son till hertig Wilhelm av Württemberg och baronessan Wilhelmine von Thunderfeldt-Rhodis. Han blev hertig av Urach 1867.
Gift 1:a gången i München 1841 med Theodolinde (1814-1857) dotter till Eugène de Beauharnais, 2:a gången i Monaco 1863 med Florestine av Monaco (1833-1897).

## Barn
- Augusta Eugenie Wilhelmina Pauline, prinsessa av Urach (1842-1916), gift två gånger
- Marie Josephine Fredrika (1844-1864)
- Eugenie Amalia Augusta, prinsessa av Urach (1848-1867)
- Mathilde Augusta Pauline, prinsessa av Urach (1854-1907), gift med prins Paolo Altieri
- Wilhelm Karl av Urach (1864-1928)
- Karl Josef Wilhelm, prins av Urach (1865-1925)